# Symphonie no 19 de Joseph Haydn
Pour les articles homonymes, voir Symphonie no 19.
La Symphonie no 19 en ré majeur Hob. I:19 est une symphonie du compositeur autrichien Joseph Haydn, composée entre 1757 et 1761.

## Analyse de l'œuvre
La symphonie comporte trois mouvements:
1. Allegro molto
2. Andante
3. Presto

Durée approximative : 13 minutes.

## Instrumentation
- deux hautbois, un basson, deux cors, cordes, continuo.